# میوتا
میوتا (به لاتین: Myuta) یک منطقهٔ مسکونی در روسیه است که در جمهوری آلتای واقع شده‌است.